# Ankeny (Washington)
Ankeny az Amerikai Egyesült Államok északnyugati részén, Washington állam Adams megyéjében elhelyezkedő kísértetváros.
A település névadója Levi Ankeny szenátor.

## Fordítás
- Ez a szócikk részben vagy egészben  az   Ankeny, Washington című angol Wikipédia-szócikk ezen változatának fordításán alapul.  Az eredeti cikk szerkesztőit annak laptörténete sorolja fel. Ez a jelzés csupán a megfogalmazás eredetét és a szerzői jogokat jelzi, nem szolgál a cikkben szereplő információk forrásmegjelöléseként.